# خریفن‌بیخت
خریفن‌بیخت (به هلندی: Grevenbicht) یک منطقهٔ مسکونی در هلند است که در سیتارد-خلین واقع شده‌است. خریفن‌بیخت ۲٬۵۰۰ نفر جمعیت دارد.